# Плати (коммуна)
Плати (итал. Platì) — коммуна в Италии, располагается в регионе Калабрия, подчиняется административному центру Реджо-Калабрия.
Население составляет 3836 человек, плотность населения составляет 77 чел./км². Занимает площадь 50 км². Почтовый индекс — 89039. Телефонный код — 0964.
Покровительницей коммуны почитается Пресвятая Богородица, празднование 9 декабря.